# KZO
KZO – niemiecki bezzałogowy aparat latający (UAV – ang. Unmanned Aerial Vehicle) opracowany  przez firmę STN ATLAS Elektronik GmbH z Bremy, której 51% akcji należy obecnie do Rheinmetall AG. Skrót KZO oznacza Kleinflugzeug für Zielortung (mały samolot wskazujący cele).

## Historia
Na początku lat 90. XX wieku Francja i Niemcy rozpoczęły wspólny program budowy nowego bezzałogowego aparatu latającego, mającego służyć rozpoznaniu i kierowaniu ogniem artylerii. W tym celu obydwa państwa powołały do życia spółkę Eurodrone, mającą zbudować taki samolot, który otrzymał nazwę Brevel. W 1998 roku rozpoczęto pierwsze testy nowego bezpilotowego aparatu, jednak na skutek cięć w wydatkach na obronę z projektu wycofała się Francja – w tej sytuacji Niemcy zostały zmuszone do dokończenia projektu samotnie i tak narodził się KZO.

## Konstrukcja
Samolot jest dolnopłatem zaopatrzonym w silnik dwusuwowy napędzający dwułopatowe śmigło pchające. Podczas transportu skrzydła aparatu są składane. KZO zbudowany jest z materiałów pochłaniających fale elektromagnetyczne, dodatkowo pokryty specjalną powłoką polepszającą właściwości stealth aparatu. Głównym zadaniem KZO jest rozpoznanie, lokalizacja, wskazywanie i śledzenie potencjalnych celów. Aparat wyposażony jest w kamerę FLIR (Forward Looking Infra Red – obserwacja przedniej półsfery w podczerwieni) oraz kamerę światła dziennego. Obraz z kamery przekazywany jest w czasie rzeczywistym do stanowiska kontroli lotu na ziemi, może być również nagrywany na pokładowym nośniku danych. KZO startuje bezpośrednio z kontenera, w którym jest transportowany, przy użyciu przyspieszaczy startowych. Lądowanie odbywa się na spadochronie.

## Służba
W celu dokonania oceny systemu pierwszy KZO został dostarczony niemieckiej armii w 1998 roku. Operacyjny system KZO został dostarczony w 2005 roku. Od lutego 2006 roku Bundeswehra używa go w Afganistanie.